# Cantagalo-Cordeiro (tiểu vùng)
Cantagalo-Cordeiro là một tiểu vùng thuộc bang Rio de Janeiro, Brasil. Tiều vùng này có diện tích 1263 km², dân số năm 2007 là 58570 người.